# Nemici per la pelle (film 2012)
Nemici per la pelle (stilizzato Nemiciperlapelle) (Frenemies) è un film per la televisione del 2012 basato sul romanzo Frenemies di Alexa Young.
Il film è stato diretto da Daisy von Scherler Mayer, scritto da Dava Savel, Wendy Weiner e Jim Krieg e girato in Toronto, Canada. La première del film prodotto per Disney Channel è in programma per il 13 gennaio 2012 negli Stati Uniti, mentre in Italia arriva il 17 marzo 2012 su Disney Channel Italia. Mentre è stata trasmessa un'anteprima del film il 10 marzo 2012.

## Trama
Il film segue tre coppie di amici che cercano di migliorare il loro rapporto: Avalon ed Halley, Savannah e Emma e Jake e Murray.
- Jake e Murray sono migliori amici, Jake, un ragazzo normale, e Murray, il suo cane. Un giorno Julianne sceglie Jake per fare un progetto di scienze e lo illude per fargli fare il progetto da solo. Murray, capito l'inganno, fa di tutto per ostacolarla. Un'incomprensione fa in modo che Jake cacci di casa Murray, che trova rifugio da Savannah. Alla fine Jake scopre i sotterfugi di Julianne e la "lascia" e Jake e Murray ritornano a essere amici .
- Avalon ed Halley sono amiche da sempre, ma quando vengono contattate dalla Burns Publications per far diventare il loro blog, GeeklyChic, una rivista, la loro amicizia inizia ad avere ostacoli. Si scopre, infatti, che solo una di loro potrà partecipare alla realizzazione della rivista, dando inizio alla loro rivalità.
- Savannah ed Emma sono due ragazze che si scopre essere gemelle e loro scontente delle la loro vita decidono di scambiarsi la vita stando una nei panni dell'altra, cominciando così una rivalità per dei ragazzi ,lance e Jake.alla fine faranno pace alla festa  di compleanno  di Emma . Alla fine si vede tutto il cast  ballando pop Music , con capitane avalon e Halley

## Personaggi
- Avalon Greene (Bella Thorne): è una ragazza classificata come chic. È ossessionata dalla moda; è la migliore amica di Halley Brandon, ed entrambe editano articoli per una rivista di moda sul web, Geekly Chic. Non appena la direttrice del magazine decide di scegliere solamente una della ragazze come redattore, le due si ritrovano in contrasto.
- Halley Brandon (Zendaya): è classificata come geek; è una ragazza timida e introversa. È la migliore amica di Avalon Greene. È editrice del webzine "GeeklyChic", per cui entra in conflitto con Avalon quando la direttrice sceglie di avere soltanto una delle due nella redazione.
- Savanna O'Neal (Mary Mouser): è una ragazza timida, dolce, sensibile e maschiaccio; vive con il padre e tre fratelli. Ha una cotta per Jake. Alla fine scopre di essere la gemella di Emma.
- Emma Reynolds (Mary Mouser): gemella di Savannah, è una ragazza di ricca famiglia, ma spesso preferirebbe essere una ragazza come le altre, infatti si finge Savannah per un giorno.
- Julianne Bryan (Stefanie Scott): è la classica bionda, popolare e dal carattere snob.
- Jake Logan (Nick Robinson): è un genio della scienza e ha un cane di nome Murray come migliore amico.
- Walker Gladis (Connor Price): è un ragazzo non molto popolare a scuola ed è molto snobbato. La sua acerrima rivale è Halley, mentre è innamorato di Avalon.

## Cast
- Bella Thorne è Avalon Greene
- Zendaya è Halle Brandon
- Stefanie Scott è Julianne
- Nick Robinson è Jake Logan
- Dylan Everett è Lance Lancaster
- Mary Mouser è Savannah O'Neal/Emma Reynolds
- Winston è Murray Logan
- Peter DaCunha è George O'Neal

## Uscite Internazionali
| Paese/ Regione                                                 | Rete Trasmissione | Data di uscita   | Titolo               |
| -------------------------------------------------------------- | ----------------- | ---------------- | -------------------- |
| Stati Uniti                                                    | Disney Channel    | 13 gennaio 2012  | FRenemies            |
| Canada                                                         | Family Channel    | 13 gennaio 2012  | FRenemies            |
| Argentina Colombia Cile Messico Ecuador Venezuela Perù Uruguay | HBO               | 4 luglio 2012    | AMInemigas           |
| Brasile                                                        | Globosat          | 6 settembre 2012 | INimigos de INfância |
| Italia                                                         | Disney Channel    | 17 marzo 2012    | NEmiciperlapelle     |
| Regno Unito Irlanda                                            | Disney Channel    | 2 marzo 2012     | FRenemies            |
| Spagna                                                         | Disney Channel    | 27 aprile 2012   | FRenemies            |